# Signo de choque rotuliano
El signo de choque rotuliano o signo de peloteo rotuliano (del inglés «Ballottement») es un signo médico que indica un aumento de líquido en la bolsa sinovial, situada sobre la rótula en la articulación de la rodilla. Para comprobar la presencia de ballottement, el examinador aplica presión hacia abajo en dirección al pie con una mano, mientras empuja la rótula hacia atrás contra el fémur con un dedo de la otra mano. Se utiliza un movimiento de “ordeño” al aplicar la presión descendente. Si se percibe una sensación de esponjosidad o flotación alrededor de la articulación, entonces la prueba se considera positiva para ballottement.

## En el abdomen
El término ballottement también puede referirse a una maniobra diagnóstica en un abdomen con ascitis. Para identificar un órgano o una masa en un abdomen ascítico:
«Intente hacer ballottement sobre el órgano o la masa, como se ejemplifica aquí con un hígado agrandado. Enderece y tense los dedos de una mano, colóquelos sobre la superficie abdominal y realice un movimiento breve y enérgico directamente hacia la estructura anticipada. Este movimiento rápido a menudo desplaza el líquido, permitiendo que las yemas de los dedos toquen brevemente la superficie de la estructura a través de la pared abdominal.»